# Íšvara
Íšvara (v dévanágarí ईश्वर ) je hinduistický filosofický koncept nejvyššího Pána světa a osobního boha bez jakéhokoliv závislosti na náboženském směru. Sanskrtský slovní kořen iš znamená vládnout nebo ovládat.
Indičtí myslitelé, ršiové a světci definují Íšvaru jako věčného, jedinečného, všemocného a vševědoucího Pána světa. Toto smýšlení je promítnuto do čtyř ortodoxních filosofických škol - njája, vaišéšika, jóga a védánta. Niríšvara sánkhja a mímánsá koncept Íšvary neznají. Ve védántě je Íšvara inkarnace Višnua a je uctíván jako osobní bůh, který udržuje zákon karmy.

## Koncept Íšvary

### V józe
V Pataňdžaliho Jógasútře je íšvara-pranidháná, odevzdání se Bohu, označeno za další způsob dosažení soustředění (1.23), řazeno do kategorie nijama (2.32) a nazváno samádhi-siddhi, tj. dokonalost transu (2.45).

### V Bhagavadgítě
Slovo íšvara zde (s předponami jako jóga-, mahá-, parama-, višva) označuje Kršnu.